# BMW R10 Roller 1e prototype

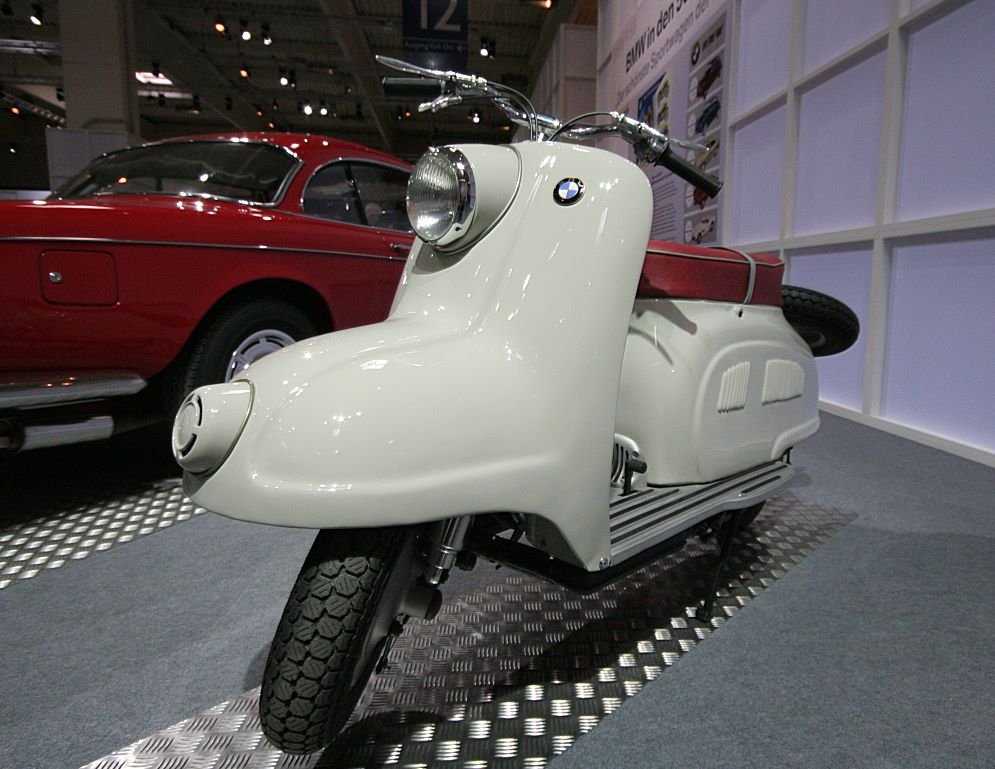
Het tweede prototype uit 1954 had al vlottere lijnen dan het eerste, maar kon toch niet tippen aan de Italiaanse concurrentie

De BMW R 10-scooter is een scooter prototype van het merk BMW.
Aan het einde van de jaren veertig en het begin van de jaren vijftig begonnen veel fabrikanten die zich tijdens Tweede Wereldoorlog met de productie van militaire voer- en vliegtuigen hadden beziggehouden scooters te produceren. Goede voorbeelden hiervan zijn de vliegtuigbouwers Piaggio en Heinkel.

## Eerste prototype BMW R 10
In 1953 besloot ook BMW een poging te doen deze markt te veroveren. Er werden prototypes gebouwd van een 175cc-scooter. Hierbij had BMW zich niet laten inspireren door de modellen van Vespa. De BMW-scooter was praktisch een motorfiets met een lage instap (zoals een damesmotorfiets) en grote 16-inchwielen. Zeker vergeleken met de vlotte modellen uit Italië was het bepaald geen schoonheid. De 175cc-viertaktmotor leverde circa 8 pk.

## Tweede prototype BMW R 10
In 1954 werd een nieuw prototype ontwikkeld, dit keer met een 12 pk sterke 200cc-viertaktmotor. Deze had wat vlottere lijnen en ook kleinere wielen dan het eerste prototype. Maar terwijl de Vespa een los, meedraaiend voorspatbord had, bleven de Duitsers (zoals later ook Heinkel, Goggo en Maico) vasthouden aan grote spatborden, die weliswaar het hele voorwiel omvatten, maar (vanwege het feit dat het wiel er ook in moest kunnen draaien) enorm groot waren. Bovendien gaven ze de hele scooter een tamelijk lomp uiterlijk.
Eind 1954 besloot men bij BMW de stekker uit het project te halen. Inmiddels waren er van de lichte motorfiets R 25/2 bijna 39.000 exemplaren verkocht, en in Italië was inmiddels de Iso Isetta op de markt verschenen. BMW besloot de behoefte aan lichte, goedkope vervoermiddelen te stillen door zich te richten op de motorfietsen en compacte auto's. De Isetta werd door BMW in licentie geproduceerd, met een eigen 250cc-kopklepmotor.
|                 | R 10 roller prototype 1     | R 10 roller prototype 2     |                             |
| --------------- | --------------------------- | --------------------------- | --------------------------- |
| Periode         | 1953                        | 1954                        |                             |
| Motortype       | kopklepmotor                | kopklepmotor                | kopklepmotor                |
| Bouwwijze       | langsgeplaatste eencilinder | langsgeplaatste eencilinder | langsgeplaatste eencilinder |
| Cilinderinhoud  | 175 cc                      | 200 cc                      |                             |
| Max. Vermogen   | 6 kW / 8 pk                 | 7,3 kW / 10 pk              |                             |
| Aandrijving     | cardanas                    | cardanas                    | cardanas                    |
| Rijwielgedeelte | plaatframe                  | plaatframe                  | plaatframe                  |